# Michel Tapié
Michel Tapié de Céleyran (Château de Mauriac, Tarn, 26 de febrero de 1909 - París, 30 de julio de 1987) fue un crítico de arte francés que trabajó también en la organización de exposiciones internacionales.
Como crítico teórico acuñó el concepto de arte informal en su libro titulado Art autre.
Entre los artistas referentes del Arte Informal encontramos a Enrico Donati, Lucio Fontana, Agenore Fabbri, Alberto Burri, Asger Jorn, Emil Schumacher, Kazuo Shiraga, Antoni Tàpies, Pablo Serrano y Jiro Yoshihara.
Entre sus libros publicados en castellano se encuentran:
- Tapié, M. (1971). Gaudí. La pedrera. Barcelona: Ediciones Polígrafa, S.A. ISBN 978-84-343-0002-6.
- Tapié, M. (1977). Orensanz. Ministerio de Educación, Política Social y Deporte . Subdirección General de Información y Publicaciones. ISBN 978-84-369-0160-3.
- Tapié, M. (1964). Intuiciones y realizaciones formales : exposición de obras seleccionadas por Michel Tapié, Centro de Artes Visuales, Instituto Torcuato di Tella ... Buenos Aires ... del 14 de agosto al 4 de setiembre de 1964. Buenos Aires : El Instituto. OCLC 7889303.

- Datos: Q954142